# Livi Andronic
Luci Livi Andronic (o bé Andrònic; llatí: Lucius Livius Andronicus) va ser un escriptor llatí d'origen grec. Va néixer a Tarant el 284 aC, i va morir el 204 aC a Roma. A Roma va ser esclau d’un membre de la gens Lívia, tal vegada Marc Livi Salinàtor. Es va dedicar a l'ensenyament de les llengües grega i llatina, però només consta que compongués textos llatins. És el primer poeta en llatí conegut.

## Nom
Va néixer a la ciutat grega de Tarant, i va rebre el nom d'Andronic (grec antic: Ἀνδρόνικος, Andrónicos, format pels mots ἀνήρ 'home' i νίκη 'victòria'). En rebre la ciutadania romana de la mà d'un membre de la gens Lívia, va rebre el praenomen de Luci i el nomen de Livi, i, tal com era costum, el seu prenom originari va esdevenir el seu cognomen, de manera que el seu tria nomina era Luci Livi Andronic (llatí: Lucius Livius Andronicus).

## Biografia
Hi havia dubtes sobre la vida de Livi Andronic i alguns aspectes fonamentals de les seves obres literàries durant el temps de Ciceró. És possible que arribés a Roma de Tarant com a presoner de guerra un cop conquerida pels romans el 272 aC. En efecte, Ciceró deia que Livi Andronic havia representat la primera obra dramàtica a Roma l'any 240 aC durant els Ludi Romani, mentre que el tràgic Luci Acci sostenia que aquest autor havia sigut presoner a Tarant, quan la ciutat va ser presa per Fabi Màxim el 209 aC, i Livi havia representat la seva primera obra en el 197 aC. Això provoca una discrepància cronològica, agreujada pel fet que Jeroni situa l’èxit d'Andronic com tràgic l'any 188 aC.
Durant el segon consolat de Marc Livi Salinator (207 aC) va rebre de l'Estat l'encàrrec de compondre un cant processional per a un cor d'al·lotes com a expiació d’alguns presagis desfavorables. Andronic fou mestre dels fills del seu amo. Un encàrrec similar, que recau en l’any 200 aC en Publi Licini Tègula, fa pensar que Livi Andronic havia mort.
Livi Andronic és un poeta doctus a l'estil hel·lenístic. La seva pràctica poètica porta el segell de la reflexió literària. Quan ell anomena Musa Monetas filia ('filla de la Memòria', de Mnemòsine), introdueix en la traducció una idea posthomèrica, revelant la tradició hel·lenística a la qual pertany.

## Obres
Pel que fa a la tasca literària, en el 240 aC Livi Andronic va representar a Roma, on se celebrava la victòria sobre Cartago, el primer drama escrit en llatí. L’any 207 aC per encàrrec dels pontífexs compon un himne a Juno, destinat a ser cantat per tres grups de nou al·lotes al llarg de la ciutat.
Va escriure obres en diversos gèneres:
1.. Comèdia: només en queden tres títols, i el tercer d’ells és molt dubtós. Té poca rellevància com a escriptor de comèdies, segons es veu pel nombre sensiblement més gran de tragèdies conegudes.
- Gladiolus ('El punyal'): El model agafat pel dramaturg forma part de la Comèdia Nova. Perquè Gladiolus recorda al títol grec Ἐγχειρίδιον que porten comèdies de Menandre i Filemó en la Comèdia Nova així com una de Sòfil en la Comèdia Mitjana. Utilitza un llenguatge antiheroic.

- Ludius ('El jugador'): segons Ribbeck és un títol similar a Γόητες d'Aristòmenes i Πλάνος d’Antides autor de la Comèdia Mitjana.

- ¿Verpus? [7] ('El circumcís')

2. Lírica : Cant expiatori
3. Tragèdia: es conserven nou títols de tragèdia:
- Achilles

- Aegistus

- Aiax mastigophorus

- Andromeda: té una temàtica melodramàtica, anticipa els arguments habituals en els dramaturgs que el segueixen.

- Danae

- Equos Troianus: l'escena descrita per Andronic en aquesta obra se troba testificat en un epigrama de Discòrides[8]

- Hermiona

- Tereus: té una temàtica horripilant

- Ino

Aquest conjunt de tragèdies arriba reduït a uns quaranta versos, dels quals uns quinze estan incomplets. Utilitza el senari iàmbic com a metre fonamental del diàleg, al costat de l’ús freqüent del septenari trocaic. Livi Andronic té interès per una tragèdia més rica en música i cant en vers dels seus models grecs.
Les tragèdies Achilles, Aegisthus, Aiax Mastigophous, Equos Troianus i Hermiona tenen l’argument del cicle troià. Només Aiax té com a model Sòfocles. En canvi, les tragèdies de Andromeda i Danae pertanyien al mite de Perseu.
4. Poema èpic: va escriure Odusia.
Aquesta obra arriba reduïda en una sèrie de crítiques d’autors antics, com Ciceró que deia que era com un treball de Dèdal, i famós era el que opinava Horaci d’aquell mestre Orbili que l'utilitzava per les seves classes quan el poeta era un nin. La problemàtica d’aquesta obra ha girat entorn de si es tractava o no d’una traducció de l'Odissea, posat per Andronic en llatí i en versos saturnins. I si és una traducció es dubta de si era una versió completa del llarg poema homèric o una simple síntesi. Livi innovava respecte al metre original. No va ser el saturni el més transcendental de la seva producció èpica, ni per la seva escassa duració, ni per la seva transcendència futura. La gran aportació que va consistir a ser el primer continuador de l’èpica grega en llatí, adaptant nous receptors de l’Odissea homèrica.
La finalitat d’escriure l'Odussia va ser pràctica: disposar d'un text de suport per a l'ensenyament escolar.

## Influències i models
Livi Andronic és un pioner de la literatura llatina, que cultiva diferents gèneres: drama, èpica i lírica. La formació del drama llatí es remunta a l’any 364 aC que havien sigut cridats a Roma artistes teatrals etruscos; la tècnica i lèxic de l’activitat teatral reflecteix l'influx etrusc. En canvi, Livi va forjar drames llatins amb una acció unitària, segons les regles establertes pels grecs. Ell trasplanta les estructures greges en un àmbit en el qual conviuen la pràctica teatral itàlica, etrusca i hel·lenística.
En les comèdies segueix els models hel·lenístics; en les tragèdies segueix els models clàssics.
Andronic per al seu poema èpic elegeix com a model l’Odissea. Aquesta elecció correspon a la pràctica escolar de l'hel·lenisme; el poema d'Homer és fonamental per l'ensenyament.
Els drames d'Andronic transmeten als romans el mite antic i la filosofia contemporània que ocupa el seu lloc. Aquest mite és rebut al principi com una història, és a dir, no per atzar en el drama que predomina arguments troians, que recorden el proclamat de l’origen dels romans, i com a tema èpic és escollida l’Odissea que en part es desenvolupa a Itàlia i a Sicília. Aquesta necessitat d’adequar-se als destinataris es veu reflectit en la romanització.
La poesia de Livi Andronic assumeix el càrrec d'il·luminar i transmetre estímuls intel·lectuals. Són molts els drames amb protagonistes femenines com Andròmeda, Dànae, Hermíona i Ino.

## Temes, llenguatge i estil
Livi Andronic adapta el senari iàmbic i el septenari trocaic a les peculiaritats de la llengua llatina, és a dir, a les seves nombroses síl·labes llargues, al seu pesat accent, a la major rigidesa de l’organisme verbal i a la importància dels límits entre les paraules.
L'estil que utilitza en l’Odusia és solemne i més arcaic que els fragments dramàtics. Arriba a la substitució de la imatge homèrica. Per exemple, se li varen deslligar els genolls i el cor i substituït per l'enèrgica representació de: cor frixit prae pavore'' el cor se li va congelar per la por.
El poema èpic elegeix el metre «indígena», anomenat el saturni. Nevi utilitzarà el mateix vers. En canvi, Enni serà qui el substituirà per l’hexàmetre. Cada saturni consta d’una meitat "ascendent" i una altra "descendent", com més tard ho farà l’hexàmetre llatí. S'articula per mitjà de les al·literacions i la correspondència simètrica és molt més forta en Livi que en el model homèric. Un exemple: Virum mihi, Camena, insece versutum ('Parla'm, Musa, de l'home astut').
La primera paraula i l’última van juntes, i també la segona i la penúltima. El nom propi de Camena, queda al mig: aquesta estructura es basa en la simetria axial. En aquesta frase són elements determinants el paral·lelisme i el quiasme.